# 36 (číslo)
Třicet šest je přirozené číslo. Následuje po číslu třicet pět a předchází číslu třicet sedm. Řadová číslovka je třicátý šestý nebo šestatřicátý. Římskými číslicemi se zapisuje XXXVI.

## Matematika
Třicet šest je
- trojúhelníkové číslo a zároveň jediné (kromě 1) trojúhelníkové číslo, jehož druhá odmocnina je také trojúhelníkovým číslem
- abundantní číslo
- součet prvočíselné dvojice (17 + 19), součin druhých mocnin prvních tří přirozených čísel ({\displaystyle 1^{2}} * {\displaystyle 2^{2}} * {\displaystyle 3^{2}}) a součet třetích mocnin prvních tří přirozených čísel ({\displaystyle 1^{3}} + {\displaystyle 2^{3}} + {\displaystyle 3^{3}})
- velikost vnitřního úhlu v každém vrcholu běžného pentagramu
- počet možných výsledků při hodu dvěma různými hracími kostkami
- součet celých čísel od 1 do 36 dává výsledek 666 (číslo šelmy)

### Míry
- v Británii je barel piva roven 36 UK galonům (asi 163,7 litrů)
- počet palců v yardu

## Chemie
- 36 je atomové číslo kryptonu

## Náboženství
- Podle starověké astrologie vládne zvěrokruhu 36 dekanů.[1]

## Umění
- 36 je název písně v albu Steal This Album! americké hudební skupiny System of a Down

## Ostatní
- +36 je mezinárodní telefonní předvolba Maďarska

## Roky
- 36
- 36 př. n. l.
- 1936